# Guillaume de Calesio
Guillaume de Calesio est un sculpteur d'origine française (Calais ?), probablement établi dans le Sud de la France où il est remarqué par l'évêque de Rodez Henri de Sévery, qui lui confie en 1385 la construction de son tombeau érigé deux ans plus tard dans l'ancien prieuré clunisien de Romainmôtier dans le canton de Vaud (Suisse). 
Ce tombeau a été détruit à la Réforme, mais ses fragments retrouvés en fouilles au début du XXe siècle ont pu être recomposés. Calesio et son atelier sont également les auteurs de la galerie sud du cloître de ce monastère, construite dans les années 1390 et dont subsistent plusieurs retombées de voûtes ornées de culots sculptés.

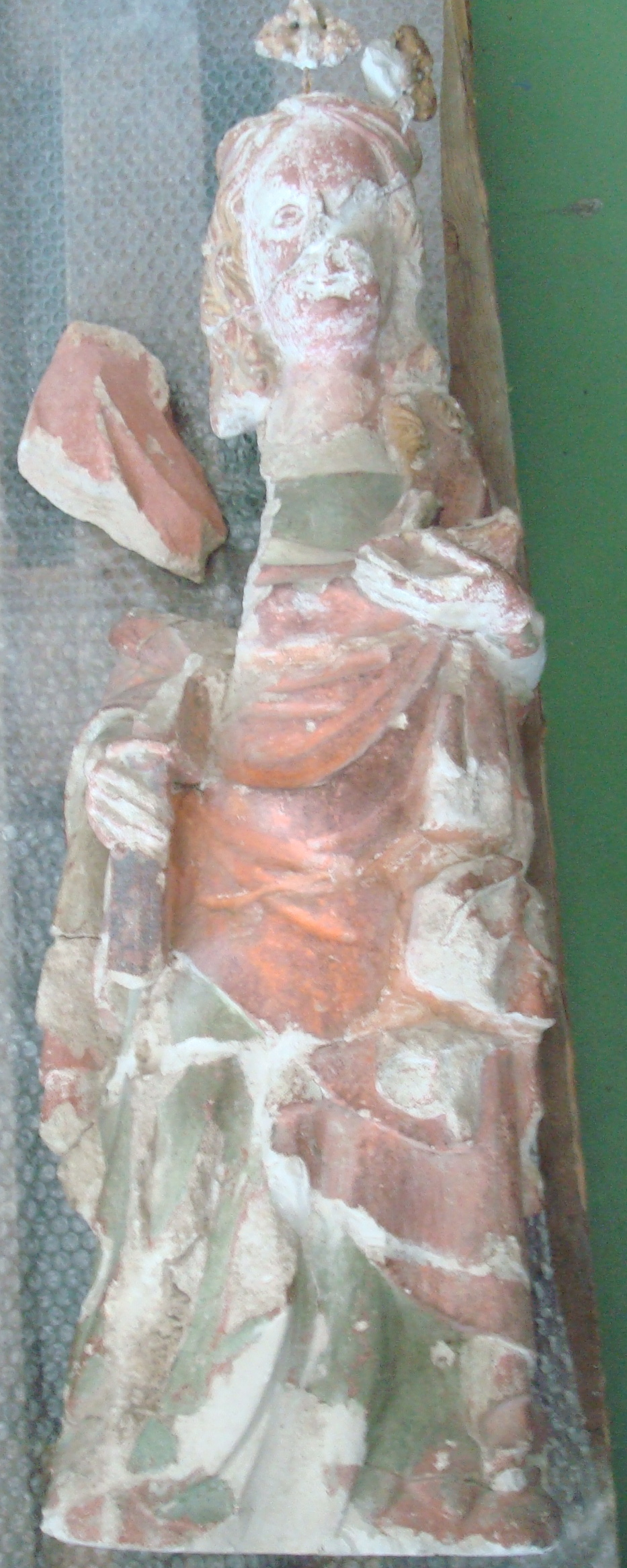
Guillaume de Calesio, Sainte Catherine, sculpture provenant du tombeau de Henri de Sévery à Romainmôtier (1385-1387), détruit à la Réforme (janvier 1537)

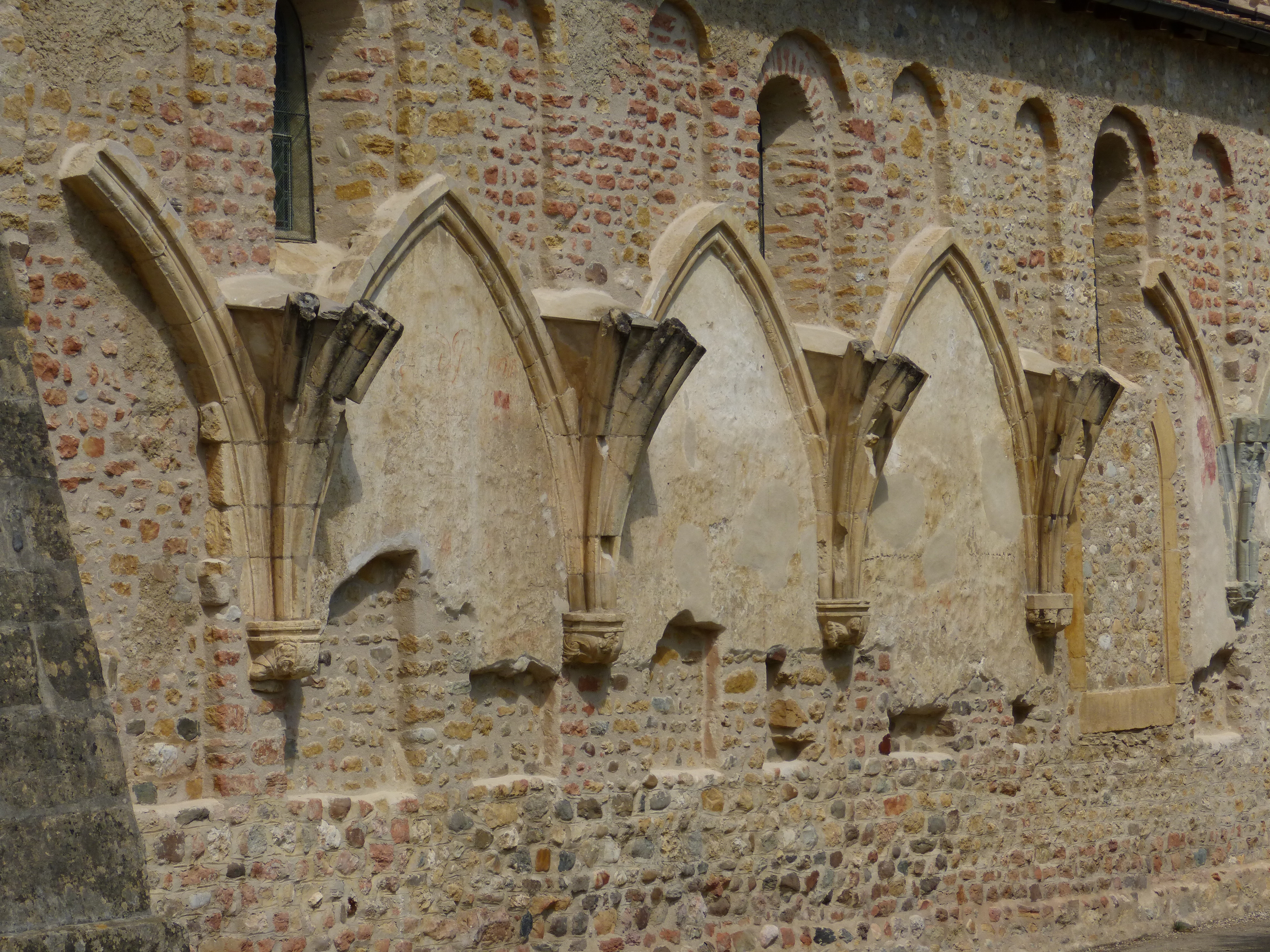
Romainmôtier, vestiges des voûtes de la galerie méridionale du cloître édifiées par Guillaume de Calesio, vers 1391-1395

## Sources